# Senta Maria Anna Siller
Senta Maria Anna Siller geb. Zmavc (* 17. November 1935 in Wien) ist eine deutsche Designerin, Kalligrafin, Unternehmerin, Organisatorin und Projektinitiatorin.

## Leben
Senta Siller wurde als eines von sechs Geschwistern in Wien geboren. Sie ist die Grossnichte des Illustrators Ernst Kutzer und die Nichte des Archäologen Herrmann Vetters. Nach dem Krieg wuchs sie in Franken/Deutschland auf. In Berlin zog sie zwischen 1962 und 1988 vier Kinder auf. Ihre Sozialisation hat sie den Lebensumständen nach dem zweien Weltkrieg zu verdanken. Zur Verbesserung der Familienversorgung verdiente sie früh Geld mit Scherenschnitten und Illustrationen für Zeitungen, unter anderem Ostdeutsche Zeitung, Oberbayerisches Volksblatt, Rosenheimer Volksblatt und Kurier Altmühltal. Ihr Studium des Grafikdesign absolvierte sie an der Staatlichen Hochschule für Bildende Künste (später Hochschule der Künste, heute Universität der Künste Berlin) bei Richard Blank (1901–1972, Designer, Kalligraph). Als Grafikdesignerin erhielt sie ihre ersten Aufträge im Bereich Ausstellungs- und Messebau, Kinderbekleidung, Spielzeug und Buchillustration. Ein weiteres Studium folgte an der Technischen Universität Berlin, dort studierte sie Archäologie, Philosophie, Pädagogik und Kunstgeschichte. Sie schrieb ihre Magisterarbeit sowie ihre Dissertation über Leben und Werk von Carl Otto Czeschka.
Siller betrieb von 1980 bis 1990 ein Einzelhandelsunternehmen für Kinderkleidung und leitete von 1987 bis 1991 als Studiendirektorin im Berliner Lette-Verein die Ausbildung für Fotografie, Grafikdesign und Modedesign. Während ihres Studiums hielt sie sich mehrfach im Ausland auf (Italien, Nordafrika, Griechenland, Balkan und Naher Osten). Seit den siebziger Jahren kooperiert Siller mit N. Pintsch in der Deutschen Gesellschaft zur Förderung der Kultur (DGFK, ebenfalls Berlin), ehrenamtlich geführter und privat finanzierter Verein zur Kulturförderung in diversen Projekten. Beispielsweise entwickelte sie Projekte, in denen wissenschaftliche Forschungsergebnisse zur traditionellen Kultur so genutzt werden sollten, um mit Frauen im ländlichen Raum einkommensschaffende Maßnahme zu entwickeln. Von 1980 an war Senta Siller mit ihren Werken an zahlreichen Ausstellungen vertreten, unter anderem in der Freie Berliner Kunstausstellung (1980–1992), bei der Expo 2000 in Hannover sowie im Haus der Kulturen der Welt Berlin (1997) und der Stadthalle Bonn (1998) und weiteren.
Seit 1991 liegt Sillers Schwerpunkt in der ehrenamtlichen Förderung solcher Selbsthilfeprojekte, die Frauen einen eigenständigen Verdienst ermöglichen. So lernen beispielsweise Bewohnerinnen von ihr, Puppen in den Trachten der einheimischen Volksgruppen herzustellen, die sich für den Export eignen. Dazu zählt das Projekt Thatta Kedona in Pakistan, aus dem sich weitere Projekte in Kamerun, Kolumbien, und anderen Ländern entwickelten. Eine Besonderheit dieser Projekte besteht im Altruismus der mitwirkenden ausländischen Volontäre. In Deutschland engagiert sich Siller auf dem Gelände des ehemaligen Landgutes Borsig (jetzt „Landgut Stober“) in Groß Behnitz, Ortsteil der brandenburgischen Stadt Nauen, im Förderverein „Cultura“, der Teil eines internationalen Netzwerkes von Nichtregierungsorganisationen ist.

## Auszeichnungen, Ehrungen
- 1960 Floriade (Bronze) für Grafik und Ausstellungsbau
- 1968 Preis für Modernes Spielgut
- 1996 Bundesverdienstkreuz am Bande für uneigennützige Projektarbeit in Pakistan
- 2005 IWSA-Silver Medal, Izmir, Turkey
- 2007 UNESCO Award Seal of Excellence, Islamabad, Pakistan
- 2015 TriPlex-Decoration in Kamerun für Projektarbeit

## Publikationen
- Martin Sperlich, Gedichte, Berlin 1980, ISBN 3-9800266-0-4.
- Berlin Amore Mio, Berlin 1981, ISBN 3-9800266-2-0.
- Vademecum Vadetecum, mit Illustrationen von Johannes Grützke und Matthias Koeppl, Berlin 1982 / 1992, ISBN 3-927463-16-7.
- Diverse Scherenschnitte und Vignetten, 1948 und 1953, unter anderem in Ostdeutsche Zeitung vom 11. Mai 1952, S. 8, sowie Oberbayerisches Volksblatt, Rosenheimer Volksblatt, Kurier Altmuehltal Im Zeitungsarchiv der Bayerischen Staatsbibliothek, BSB
- Senta Siller: Carl Otto Czeschka 1878–1960. Leben und Werk. Dissertation. Berlin 1992 (darin COC – Zur Designgeschichte des 20. Jahrhunderts (PDF; 2,6 MB)) Beluga Online-Katalog der Hamburger Bibliotheken

## Artikel in Zeitschriften und Katalogen
- Thatta Ghulamka Dhiroka, No Pilot-Project by Dr Senta Siller, in: 50 Jahre Pakistan – Zum 50jährigen Jubiläum der Islamischen Republik Pakistan, Herausgeber: Amjad Ahmad, M. Saeed Chaudhry, Norbert Pintsch, Deutsch-Pakistanisches Forum, Bonn 1998, S. 125–131.
- Projects around the world of EXPO 2000, S. 1088/1089.
- Aus Amjads Village nach Hannover, Silke Heller, in: Puppen und Spielzeug, ISSN 0722-2408, Juni 2000, S. 56.
- Dorf der Hoffnung, Hans-Joachim Löwer, in: National Geographic, Juni 2000, S. 188–190.
- The village of dolls, by SAJ Shirazi, in: Viewpoint, Mai 2001, S. 32–36.
- Dúkkusafnid á Flateyri, in: Sky 03/2001, S. 102.
- Play Things Come of Age, by: SAJ Shirazi, in: Humsafar 01–02/2001, S. 33–35.
- Puppen als Mittler der Kulturen, Das internationale Puppenmuseum im isländischen Flateyri, in: DollAmi, ISSN , Juli 2002, S. 42–45.
- Munecas del mundo, in: Doing Business, 12/02–02/02, S. 25.
- Selling Pakistan abroad, by SAJ Shirazi, in: Motherhood, Issue 2003, S. 61–62.
- Das Spielzeugdorf, von: Sabine Hoffmann & Matthieu Paley, in: Journal 03/2005, S. 86–90.
- Fairer Weihnachtsschmuck aus Pakistan, in: Verbraucher 6/05, S. 33.
- Ihre Puppen-Werkstatt lindert die Not der Menschen, von Sabine Hoffmann, in: Tina, Mai 2005, S. 24–25.
- Puppen der Welt, in: Puppen und Spielzeug. 2. April 2006, S. 71.
- Project Thatta Kedona by Dr Senta Siller in: 60 Jahre Pakistan – Zum 60jährigen Jubiläum der Islamischen Republik Pakistan, Herausgeber: Saeed Chaudhry, Hermann Kreutzmann, Paul Lehrieder, Norbert Pintsch, Deutsch-Pakistanisches Forum e.V. , Bonn 2007, S. 80–88.
- Toys and Dolls in Pakistan. In: S. A. J. Shirazi (Hrsg.): Dolls, Toys and More. National Museum Islamabad, Lahore 2012, ISBN 978-969-0-02411-7, S. 91–106.
- Selbsthilfe-Projekt im Punjab: Das Kunsthandwerk von Dr Senta Siller, in: 50 Jahre Deutsch-Pakistanisches Forum Herausgeber: Omar M. Ali, Lahore, 2012, S. 41–44.
- Traditional Culture & Future Development, Herausgeber: Aaron Kaah Yancho, Part 3: About Development and Practical Work by Senta Siller & Norbert Pintsch, ISBN 978-969-9550-03-4, S. 73–92, Lahore-Bamenda 2012

## Dokumentarfilme und Fernsehberichte
- 1991 Amjads Village.
- 2005 Thatta Kedona, Das Spielzeug-Dorf in Pakistan.
- 2015 Dolls of the World im FlairMarkt Bonn. DW-TV
- 2016 15 Years of International Dolls Museum Flateyri. Ríkisútvarpið (Isländisches Fernsehen) vom 20. April
- 2018 Deutsche „Puppenkönigin“ in Pakistan. DW-TV (Urdu, Englisch, Deutsch)